# Затыркевич-Карпинская, Анна Петровна
А́нна Петро́вна Затырке́вич-Карпи́нская (укр. Ганна Петрівна Затиркевич-Карпинська; 20 февраля 1856, Полтавская губерния — 12 сентября 1925, Ромны) — украинская актриса, из помещичьей семьи Полтавской губернии, по мужу Карпинская-Кравцова.
Родилась в Сребном в доме по переулку Франко.
Воспитывалась в киевском Институте благородных девиц; на сцене появилась в 1883 году, сначала в труппе М. Л. Кропивницкого, а затем М. П. Старицкого и др.
Во многих городах России и в столицах имела выдающийся успех в ролях сварливых и бойких баб, комических старух и пр. В 1919—1921 годах — в Народном театре (Киев, ныне Украинский драматический театр им. Заньковецкой во Львове).